# ハワイロア
ハワイロア（Hawaiʻiloa）はハワイ人定住に関する伝説の人で、また彼の名前を付けた現代の双胴船の名前でもある。ハワイイロア、ハヴァイロア、ハヴァイイロアとも表記される。

## ハワイ定住伝説のハワイロア
ハワイロアはハワイ定住に関する伝説の人で、彼はある時偶然ハワイ諸島を船で発見して  、故郷のKa ʻāina kai melemele a Kane（カーネの黄色の海の土地）へ帰り、彼の家族と8人の漕ぎ手を乗せて、ハワイへ来た。それでハワイは彼の名前が付いていて、ハワイの各島の名前は彼の子供のカウアイ（息子）、オアフ（娘）、マウイ（長男）と名前が冠されている。

## 双胴カヌー「ハワイロア号」

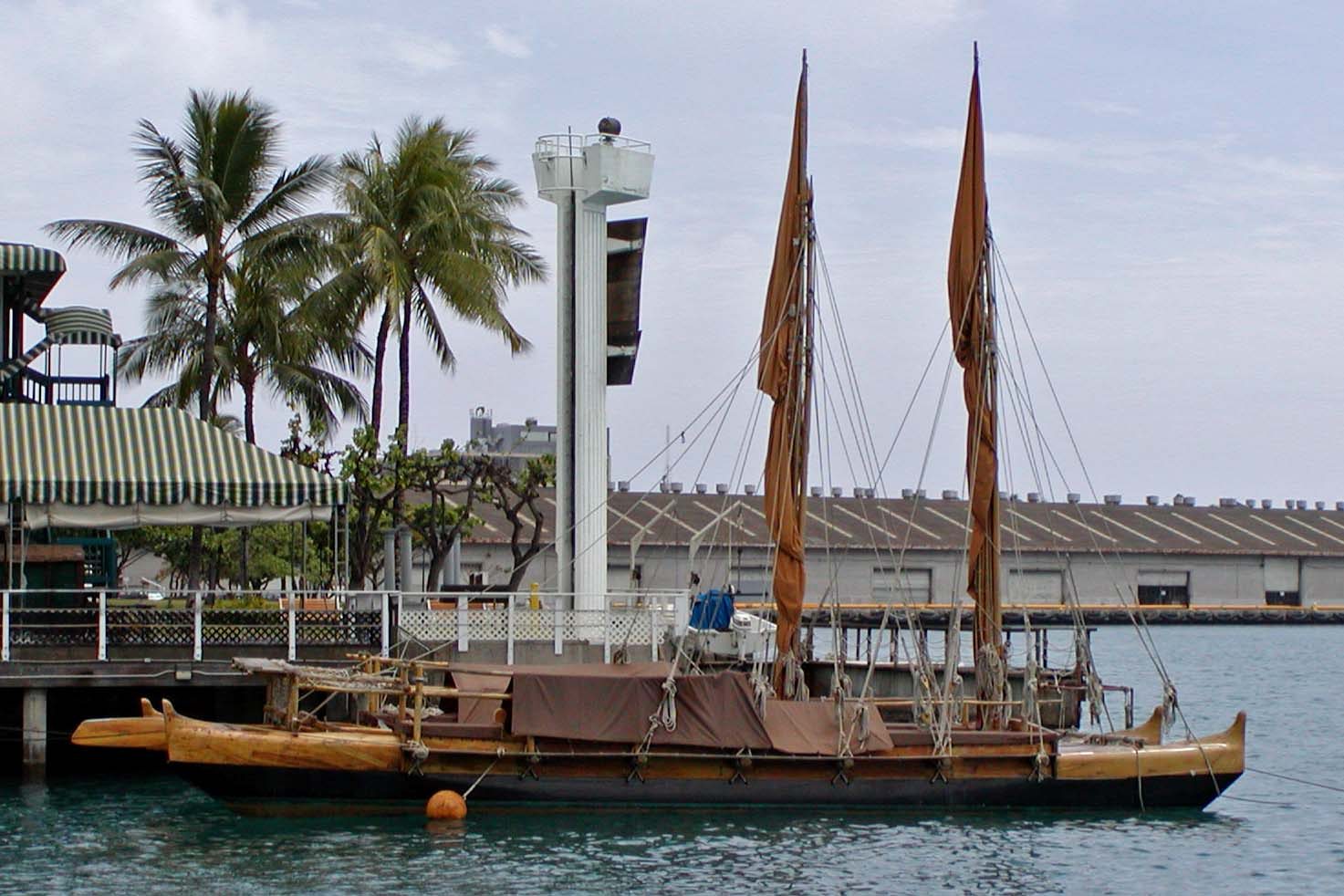
ハワイロア

ハワイロアはまた、1993年にハワイ州ホノルルで建造された双胴の航海カヌーである。建造したのはポリネシア航海協会である。

### 双胴カヌーの作成
ポリネシア航海協会は既に1975年に建造されたホクレアを所有してはいたが、古代ポリネシアの航海カヌーと同じように丸太材から船を削りだした経験は持っていなかった。そこで彼らは、ハワイの伝統的なカヌー用材であるハワイアン・コアの木を用いた遠洋航海カヌーの建造を決定した。ところが1989年に彼らがハワイ諸島を調査したところ、乱伐と環境破壊の結果、大型の航海カヌーに使えるようなコア材は1本たりともハワイ諸島には存在していないことがわかった。
ポリネシア航海協会は方針を転換し、北米大陸の木材の利用の可能性を探った。その背景には、かつてハワイ諸島では北米から漂着した流木でカヌーを造ったという事例がある。
ポリネシア航海協会はハーブ・カネの伝手を辿って北米の先住民クリンギット族に連絡し、航海カヌーに使用出来る木材を探してもらうことになった。ただ、当初ポリネシア航海協会はクリンギット族から木材を購入しようと考えていたが、これはクリンギット族から拒否され、クリンギット族、トリンギット族、ハイダ族の3部族からの無償贈与という形式になった。こうした形になった最大の理由は、北米先住民たちが同じくアメリカ合衆国内のマイノリティである先住ハワイ人たちを相手に商売することを望まなかったからである。
船は試行錯誤を繰り返しながらも1993年に完成し、1995年にはソシエテ諸島経由でマルケサス諸島までスター・ナヴィゲーションによる往復航海を行った。その後、同年秋にはクリンギット族、トリンギット族、ハイダ族を表敬訪問した。
ハワイロアはこの航海限りで現役を退き、腐敗を防ぐ為に現在は陸上で保存されている。

### その他
ハワイロアは近代以降に最初に木材で建造されたポリネシア式航海カヌーではない。1970年代にはタウマコ島においてカヴェイアが航海カヌーを建造しているし、1985年にはマオリのグレッグ・ブライトウェルとタヒチのフランシス・コーワンがタヒチにおいて「ハワイキヌイ」を建造し、1987年にはホクレアに先駆けてタヒチ・アオテアロア間をスター・ナヴィゲーションで航海している。